# Neus Espresate Xirau
Neus Espresate Xirau (Canfranc, 5 de enero de 1934-Ciudad de México, 21 de febrero de 2017) fue una editora mexicana de origen catalán, hija de Tomás Espresate Pons.
Tras el estallido de la Guerra Civil Española, se trasladó a Barcelona con sus padres. Permaneció en la ciudad hasta que, en 1946, se exilió en México, donde sus padres se habían establecido en 1942. Adquirió la nacionalidad mexicana, estudió en el Instituto Luis Vives y de joven militó en las Juventudes Socialistas Unificadas.
En octubre de 1960, fue cofundadora con su padre, sus hermanos y Vicente Rojo de Ediciones Era, dedicada a la publicación de los autores de izquierda como Octavio Paz, Carlos Fuentes, Rosa Luxemburgo, Elena Poniatowska, José Emilio Pacheco, Roger Bartra, Antonio Gramsci, o Leonora Carrington, así como autores exiliados, como Max Aub, y que se introdujeron clandestinamente en España bajo el franquismo. Inicialmente, fue gerente de la editorial, y de 1974 a 1990 dirigió la colección «cuadernos políticos».
En 1999, recibió el Premio Nacional Juan Pablos al Mérito Editorial de la Feria Internacional del Libro de México. En 2004 recibió el homenaje de la Asociación española de Editores de España en el Salón Internacional del Libro. En 2011 fue nombrada doctor honoris causa por la Universidad Nacional Autónoma de México.